# 확률파동
파동 패킷(wave packet) 또는 확률파동(Probability wave,確率波動)은 물리학에서 특정 상태에 존재하는 입자의 확률 밀도 함수이다. 입자의 파동성을 나타낸다. 각 성분 파동 함수들은 파동 방정식의 해이다. 파동 방정식에 따라 파동 패킷의 프로파일은 분산 없이 일정하게 유지되거나 전파하는 동안 변경(분산)될 수 있다.
특히 양자역학은 파동 패킷에 특별한 의미를 부여한다. 그것은 특정 크기의 입자들이 주어진 위치나 운동량을 가지도록 측정될 확률 밀도를 기술하는 확률 진폭으로 해석된다. 이 경우 파동 방정식은 슈뢰딩거 방정식이다. 고전역학에서의 해밀턴 형식주의 과정과 유사한 양자역학 시스템의 시간 진화를 추론하는 것이 가능하다. 슈뢰딩거 방정식의 해의 분산 특성은 슈뢰딩거의 원래 해석을 변화시키고 발전한 규칙을 받아들이는데 중요한 역할을 해왔다.

## 웨이브 패킷
|                      |                      |
| 분산없는 웨이브 패킷 | 분산하는 웨이브 패킷 |

## 같이 보기
- 파동-입자 이중성